# Prêmio Foto Hera
O Prêmio Foto Hera é uma premiação de fotografia de casamento promovida pelo site Resumo Fotográfico desde 2012.
O nome do prêmio faz uma homenagem à Hera, que na mitologia grega é a deusa das bodas, da maternidade e das esposas, equivalente de Juno na mitologia romana.
Ao longo dos anos a premiação teve diferentes categorias. Atualmente é dividida em cinco categorias fixas (Cerimônia, Recepção, Making of, Ensaio Pré-casamento, Ensaio de Noivos) e uma categoria Especial, cujo tema é modificado a cada edição.

## Vencedores
2012
- Geral: Gustavo Reis (Divinópolis, MG)
- Fotoclube: Gotardo Faria (Belo Horizonte, MG)

2013
- Evento: Cleber Gellio (Campo Grande, MS)
- Ensaio: Lupércio Pandim (São Paulo, SP)

2014
- Evento: Emanuelle Rigoni (Cuiabá, MT)
- Ensaio: Alexandre Matushima (São Paulo, SP)

2015
- Evento: Victor Ataide (Pedro Leopoldo, MG)
- Ensaio: Victor Ataide (Pedro Leopoldo, MG)

2016
- Cerimônia: Ricardo Jayme (São Paulo, SP)
- Recepção: Marlon Soares (Esteio, RS)
- Ensaio: Hevelyn Gontijo (Goiânia, GO)

2017
- Ensaio Pré-casamento: Marcos Vinicius (Luziânia, GO)
- Making of: Bruno Kriger (Caxias do Sul, RS)
- Cerimônia: Bruno Kriger (Caxias do Sul, RS)
- Recepção: Ricardo Jayme (São Paulo, SP)
- Ensaio de Noivos: Raphael Garcia (Vila Velha, ES)[2]

2018
- Ensaio Pré-casamento: Roberval Menezes (Jundiaí, SP)[3]
- Making of: Maurício Jesus (Teixeira de Freitas, BA)[3]
- Cerimônia:  Jacqueline Spotto (Brasilia, DF)[3]
- Recepção: Fabio Moro (Curitiba, PR)[3]
- Ensaio de Noivos: Alexandre Peoli (Cariacica, ES)[3]
- Especial (Bodas): Jéssica Marques (São José dos Campos, SP)[3]

2019
- Ensaio Pré-casamento: Jéssica Dias (Contagem, MG)[4]
- Making of: Deborah Evelyn (Ribeirão Preto, SP)
- Cerimônia: Igor Neth (Paiçandu, PR)
- Recepção: Alexandre Peoli (Cariacica, ES)[5]
- Ensaio de Noivos: Eliezer Jr. (Cubatão, SP)
- Especial (Família): Eliezer Jr. (Cubatão, SP)